# Sveti Jurij ob Ščavnici
Sveti Jurij là một khu tự quản (tiếng Slovenia: občine, số ít – občina) trong vùng Pomurska của Slovenia. Sveti Jurij có diện tích 51.3 km2, dân số là theo điều tra ngày 31 tháng 3 năm 2002 là 2883 người. Thủ phủ khu tự quản Sveti Jurij đóng tại Sveti Jurij ob Šcavnici.